# Fillmore County, Minnesota
Fillmore County är ett administrativt område i delstaten Minnesota i USA, med 20 866 invånare. Den administrativa huvudorten (county seat) är Preston. 

## Politik
Fillmore County är ett så kallat swing distrikt och det brukar vara jämnt mellan republikanerna och demokraterna i valen. Mellan valet 1992 och valet 2012 vann dock demokraternas presidentkandidat området, om än med liten marginal. Trenden bröts i valet 2016 då republikanernas kandidat vann området med siffrorna 56,7 procent mot 35 för demokraternas kandidat. Med 56,7 procent av rösterna var detta den största segern i området för en presidentkandidat sedan republikanernas presidentkandidat Ronald Reagan i valet 1980.

## Geografi
Enligt United States Census Bureau har countyt en total area på 2 233 km². 2 231 km² av den arean är land och 2 km² är vatten.   

### Angränsande countyn
- Winona County - nordost
- Houston County - öst
- Winneshiek County, Iowa - sydost
- Howard County, Iowa - sydväst
- Mower County - väst
- Olmsted County - nordväst